# Cristóbal Medina Conde
Cristóbal Medina, que falsificó su linaje para hacerse llamar Cristóbal Medina Conde y Herrera (Granada, 15 de marzo de 1726 - Málaga, 12 de junio de 1798), historiador, arqueólogo, geógrafo, agrónomo y enólogo español, conocido por su participación en la falsificación de piezas e inscripciones supuestamente halladas en las excavaciones realizadas en 1754 en la alcazaba granadina. 

## Biografía
Estudió en el Seminario de Granada y se licenció en Teología por dicha Universidad, doctorándose en la de Osuna. Fue catedrático y capellán en las Escuelas del Sacromonte de Granada desde 1754 hasta que se trasladó a Málaga en 1765, habiendo solicitado y obtenido ración en la catedral de esta última ciudad. Antes, sin embargo, participó en las excavaciones en la Alcazaba de Granada, en la que quiso ver testimonios de la cristiandad primitiva, hasta el punto que falsificó reliquias, inscripciones y otros hallazgos arqueológicos en compañía de un fraile minorista, el padre Juan Velázquez de Echevarría y el capitular Juan de Flores y Oddouz. En 1770 era ya canónigo y había extendido sus investigaciones arqueológicas e históricas a Málaga y sus contornos. No obstante, en 1774 fue encausado y condenado por falsificar las dichas antigüedades granadinas y se lo castigó con cuatro años de reclusión conventual. Además se descubrió que había falsificado su linaje para hacerse familiar del Santo Oficio, por lo que se le prohibió publicar obras con su nombre real, lo que burló sacándolas bajo el de un sobrino suyo sacerdote, Cecilio García de la Leña; el apoyo del arzobispo de Granada y del poder real hizo que pudiera seguir disfrutando de su canonjía hasta su fallecimiento el 12 de junio de 1798. Está enterrado en la capilla de Nuestra Señora de los Reyes de la Catedral de Málaga.
Como enólogo se le debe un tratado sobre los vinos de Málaga en el que, entre otras consideraciones, refuta el rumor sobre la adulteración con brandy del Pedro Ximénez para hacerlo más fuerte.

## Obras
- Paseos por Granada y sus contornos, que en forma de diálogo... [Granada: Imp. de Nicolàs Moreno], 1764 - [1768]. Los diez primeros paseos son de Medina, el resto se atribuyen a Juan Velázquez de Echeverría.
- Bajo el nombre de su sobrino Cecilio García de la Leña, Conversaciones Históricas Malagueñas, ó Materiales de Noticias Seguras para formar la Historia Civil, Natural y Eclesiastica de la M. I. Ciudad de Málaga. Que publica mensualmente Don Cecilio Garcia de la Leña, Presbytero, vecino de dicha Ciudad. Málaga, con licencia del Sr. Gobernador, en la Oficina del Impresor de la Dignidad Episcopal de la Sta. Iglesia Catedral de esta M. I. Ciudad y del Real Colegio de San Telmo, 1789-1793, cuatro vols. Se reimprimió en Málaga por parte de El Avisador Malagueño en 1879.
- El enterrador del Albaicín. Málaga, 1756.
- Apología de los monumentos de la Alcazaba, en respuesta al doctor don Francisco Pérez Bayer
- Diccionario geográfico malacitano. Esta obra, manuscrita en la Biblioteca Episcopal de Málaga, se ha perdido; solo se conserva un «Suplemento al Diccionario Geográfico Malacitano» formado por respuestas de párrocos de pueblos malagueños a un cuestionario enviado por Medina Conde.
- Descripción de la Santa Iglesia Catedral de Málaga desde 1487 hasta 1785.
- Disertación en recomendación y defensa del famoso vino malagueño Pero Ximeno y modo de formarlo, (Málaga, Luis de Carreras, 1792); ed. moderna dir. por Modesto Laza Palacios (Málaga, Guadalhorce, 1960).